# 萍乡市
萍乡市是中华人民共和国江西省下辖的地级市，位于江西省西部。市境东北界宜春市，东南邻吉安市，西临湖南省株洲市，北达湖南省长沙市。地处罗霄山脉中段低山丘陵区，武功山绵亘市境中南部。萍水河横贯市区，将其一分为二，市人民政府驻安源区光丰街道玉湖東路。
萍鄉是江西的“西大門”，在贛西經濟發展格局中處於中心位置，素有“湘贛通衢”、“吳楚咽喉”之稱。萍鄉處於長株潭經濟圈的輻射核心區域，同時接受泛珠三角經濟區和閩東南經濟區的輻射。

## 历史沿革

### 政区沿革
萍乡地古属《禹贡》九州扬州，春秋时属吴国，战国时属楚国长沙郡。汉时属豫章郡宜春县地。三国东吴宝鼎二年（267年）设萍乡县，县治设在今芦溪县古岗，属安成郡。萍乡得名有两种说法，一种是此地多萍草，另外一种是楚昭王渡江于此得萍实。晋朝仍属安成郡，义熙年间，封何无忌为萍乡县公。东晋至南朝陈属江州安成郡。
隋朝属袁州。唐朝初年，县治迁至今市治所在地，隶属江南西道袁州。宋朝隶属江南西路袁州，元朝元贞初年，升为萍乡州，隶江西行省袁州路。明朝洪武二年（1369年），改州为县，属江西袁州府。清朝属江西省袁州府。1960年设立县级萍乡市。1970年升为地级萍乡市。1980年，设立城关区、上栗区、湘东区、芦溪区。1992年，莲花县划入。1993年改城关区为安源区。1997年，改上栗区为上栗县，芦溪区为芦溪县。

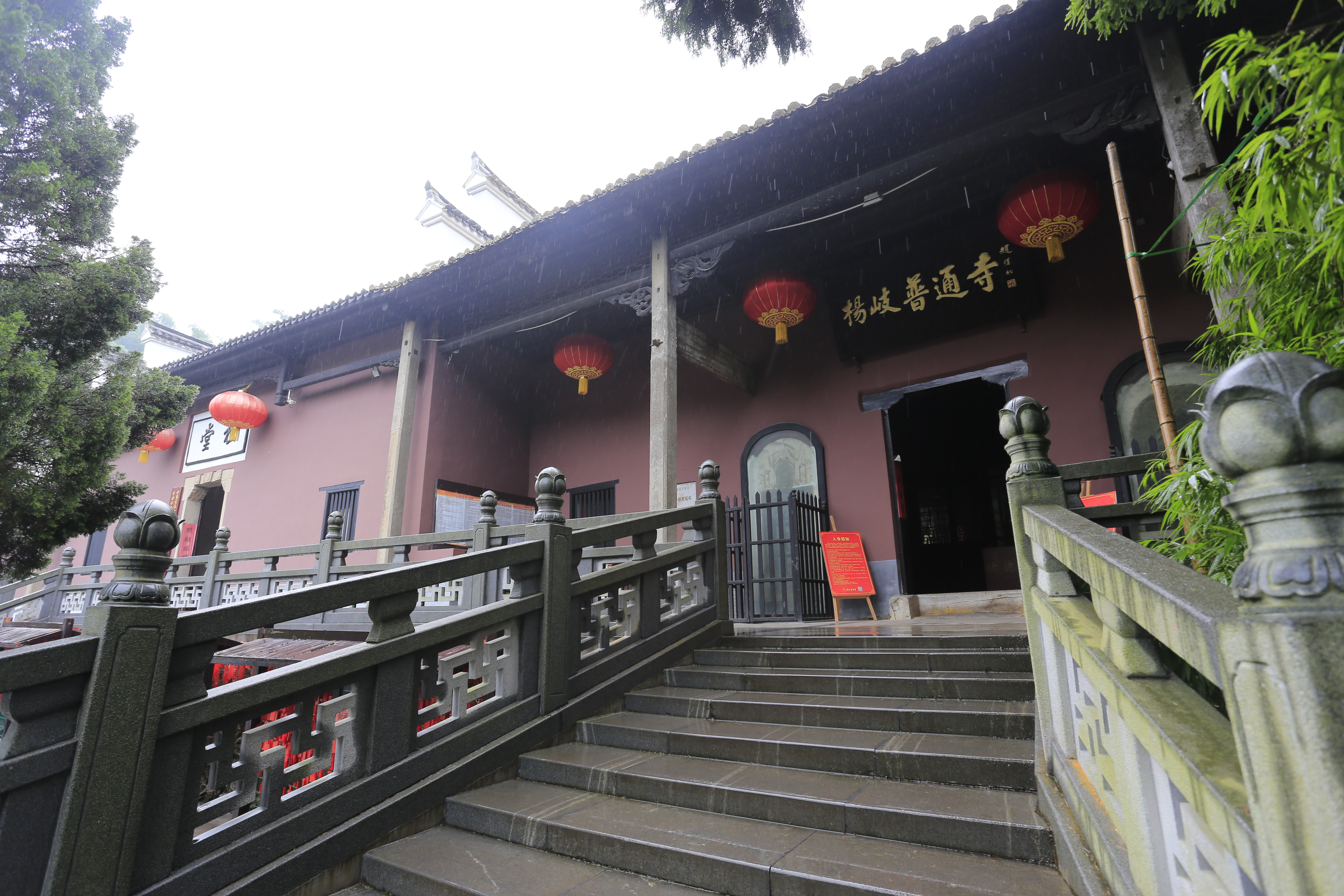
杨岐山普通寺

### 历史
萍乡地区人类居住的历史可追溯到旧石器时代，在芦溪县宣风镇竹山园发现有旧石器时代遗址。芦溪县新泉、宣风、虹桥，上栗县施家台、桐木荆坪、赤山大宝山等地均发现有新石器时代遗址。今萍乡经济开发区田中管理处境内发现商周古城，称“谭台”，《江西省志》将其列为江西在商代的三座古城之一。
在芦溪的旧县城以前被称为“甘卓垒”，东晋元帝太兴元年（318年），陈敏于江东僭称王，晋元帝司马睿遣镇南将军陶侃水陆二道来伐，又让甘卓领兵至萍乡县东筑垒，连接五所，所以旧县城也被称为甘卓垒。
元末，萍乡和尚彭莹玉在瑶金山寺（在今萍乡上栗县金山镇）等地传布弥勒教教义，于至元四年（1338年）在宜春慈化寺、萍乡瑶金山寺起事反元。

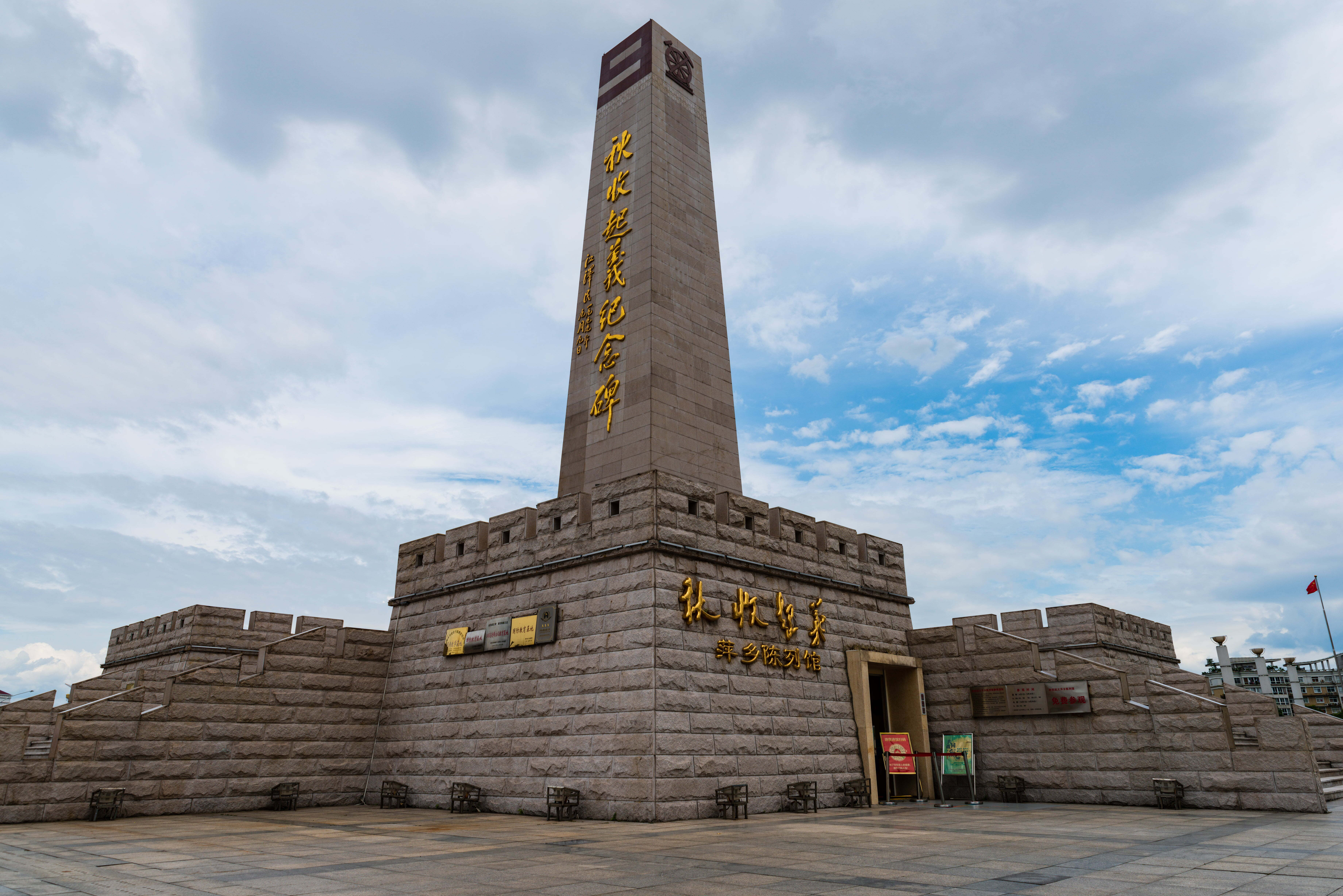
秋收起义纪念碑矗立于萍乡秋收起义广场，紧临城市主干道建设路

晚清时，萍乡煤矿开始开采，萍乡由此成为中国最早的重工业基地之一，其后萍乡煤矿与汉阳铁厂、大冶铁矿合并组成了汉冶萍煤铁厂矿有限公司。孙中山领导的同盟会于1906年12月发动了萍浏醴起义，揭开了辛亥革命的序幕。1922年9月，刘少奇、李立三等在此领导了举世闻名的安源路矿工人大罢工，萍乡成为中国工人运动的策源地。同时也是秋收起义的策源地。 
2020年中国南方水灾期间，6月4日晚8时至5日上午11时，萍乡普降暴雨，平均雨量达78.9毫米，其中上栗县降雨量最高达180毫米。受此影响，该市各地出现不同程度的农田被淹、山体滑坡、道路受阻等情况。6月5日9时，萍乡市启动防汛Ⅳ级应急响应。6月25日，武功山风景区连降大暴雨，数十座桥梁被冲塌，道路滑坡塌方30多处，3000多亩农田被冲毁，部分电力中断，近300名群众被困。

## 资源
目前已发现的金属矿30余种，非金属矿22种。主要有煤、铁矿石、铜、铝、汞、锑、黄铜矿、高岭土、耐火粘土、石灰石、石英砂、大理石、硫磺等。其中以煤最丰富。因此享有“江南煤都”之美称，但是，在经过100余年的大规模机械化开采之后，萍乡煤炭资源接近枯竭，据报道，萍乡已探明的煤炭储量只能支撑煤炭生产10年，被中华人民共和国国务院列为2008年第一批资源枯竭城市中三个中部地区典型资源枯竭城市之一。此外，石灰石、石英砂等不仅品位高，而且储量亦很丰富。

## 气候
萍乡属亚热带季风气候，具有夏季高温冬季温和，四季分明，光照充足，雨量充沛等气候特点。年平均气温为17.2摄氏度，年平均降水量为1577毫米。地形为北部和东南部高，中部低，似马鞍形。境内有袁水、萍水 、栗水、草水及莲江五条河流。地形以丘陵山地为主，丘陵面积约占33%，山地约占25%，河谷平原约占20%。森林覆盖率46%。
| 萍乡市气象数据（1981年至2010年） | 萍乡市气象数据（1981年至2010年） | 萍乡市气象数据（1981年至2010年） | 萍乡市气象数据（1981年至2010年） | 萍乡市气象数据（1981年至2010年） | 萍乡市气象数据（1981年至2010年） | 萍乡市气象数据（1981年至2010年） | 萍乡市气象数据（1981年至2010年） | 萍乡市气象数据（1981年至2010年） | 萍乡市气象数据（1981年至2010年） | 萍乡市气象数据（1981年至2010年） | 萍乡市气象数据（1981年至2010年） | 萍乡市气象数据（1981年至2010年） | 萍乡市气象数据（1981年至2010年） |
| 月份                             | 1月                              | 2月                              | 3月                              | 4月                              | 5月                              | 6月                              | 7月                              | 8月                              | 9月                              | 10月                             | 11月                             | 12月                             | 全年                             |
| -------------------------------- | -------------------------------- | -------------------------------- | -------------------------------- | -------------------------------- | -------------------------------- | -------------------------------- | -------------------------------- | -------------------------------- | -------------------------------- | -------------------------------- | -------------------------------- | -------------------------------- | -------------------------------- |
| 历史最高温 °C（°F）              | 25.8 (78.4)                      | 30.5 (86.9)                      | 35.0 (95.0)                      | 35.7 (96.3)                      | 37.3 (99.1)                      | 37.6 (99.7)                      | 40.1 (104.2)                     | 41.0 (105.8)                     | 39.2 (102.6)                     | 35.9 (96.6)                      | 31.8 (89.2)                      | 25.5 (77.9)                      | 41.0 (105.8)                     |
| 平均高温 °C（°F）                | 9.3 (48.7)                       | 11.6 (52.9)                      | 15.7 (60.3)                      | 22.5 (72.5)                      | 27.6 (81.7)                      | 30.5 (86.9)                      | 34.2 (93.6)                      | 33.4 (92.1)                      | 29.4 (84.9)                      | 24.3 (75.7)                      | 18.5 (65.3)                      | 12.6 (54.7)                      | 22.5 (72.4)                      |
| 日均气温 °C（°F）                | 5.5 (41.9)                       | 7.7 (45.9)                       | 11.4 (52.5)                      | 17.6 (63.7)                      | 22.5 (72.5)                      | 25.8 (78.4)                      | 29.0 (84.2)                      | 28.0 (82.4)                      | 24.3 (75.7)                      | 19.0 (66.2)                      | 13.2 (55.8)                      | 7.6 (45.7)                       | 17.6 (63.7)                      |
| 平均低温 °C（°F）                | 2.9 (37.2)                       | 5.0 (41.0)                       | 8.4 (47.1)                       | 14.1 (57.4)                      | 18.7 (65.7)                      | 22.3 (72.1)                      | 24.8 (76.6)                      | 24.3 (75.7)                      | 20.7 (69.3)                      | 15.3 (59.5)                      | 9.5 (49.1)                       | 4.2 (39.6)                       | 14.2 (57.5)                      |
| 历史最低温 °C（°F）              | −3.9 (25.0)                      | −3.9 (25.0)                      | −1.7 (28.9)                      | 1.5 (34.7)                       | 9.0 (48.2)                       | 13.4 (56.1)                      | 17.4 (63.3)                      | 18.1 (64.6)                      | 12.6 (54.7)                      | 2.7 (36.9)                       | −1.1 (30.0)                      | −9.3 (15.3)                      | −9.3 (15.3)                      |
| 平均降水量 mm（）                | 83.5 (3.29)                      | 108.3 (4.26)                     | 178.5 (7.03)                     | 204.0 (8.03)                     | 221.1 (8.70)                     | 238.2 (9.38)                     | 150.1 (5.91)                     | 132.9 (5.23)                     | 85.1 (3.35)                      | 81.2 (3.20)                      | 83.7 (3.30)                      | 58.2 (2.29)                      | 1,624.8 (63.97)                  |
| 平均相對濕度（％）               | 84                               | 84                               | 84                               | 83                               | 82                               | 83                               | 77                               | 80                               | 80                               | 79                               | 79                               | 80                               | 81                               |
| 来源：中国气象数据网             |                                  |                                  |                                  |                                  |                                  |                                  |                                  |                                  |                                  |                                  |                                  |                                  |                                  |

## 政治

### 现任领导
| 机构     | · 中国共产党 · 萍乡市委员会 | 萍乡市人民代表大会 常务委员会 | 萍乡市人民政府     | · 中国人民政治协商会议 · 萍乡市委员会 |
| 职务     | 书记                        | 主任                          | 市长               | 主席                                  |
| -------- | --------------------------- | ----------------------------- | ------------------ | ------------------------------------- |
| 姓名     | 刘烁                        | 颜小龙                        | 熊运浪             | 聂晓葵（女）                          |
| 民族     | 汉族                        | 汉族                          | 汉族               | 汉族                                  |
| 籍贯     | 山东省诸城市                | 江西省芦溪县                  | 江西省南昌市       | 江西省芦溪县                          |
| 出生日期 | 1970年2月（55歲）           | 1968年1月（57歲）             | 1968年11月（56歲） | 1966年1月（59歲）                     |
| 就任日期 | 2023年3月                   | 2025年1月                     | 2023年4月          | 2021年10月                            |

### 历任领导
| 市委书记 - 肖烈（1960年4月－1964年12月） - 李树家（1964年12月－1966年5月） - 张万海（1966年5月－1967年3月） 市革命委员会党的核心小组组长 - 石明之（1969年4月－1970年12月） - 李开禄（1970年12月－1971年6月） 市委书记 - 李开禄（1971年6月－1972年6月） - 李毅章（1973年5月－1977年5月） - 穆先（1980年1月－1982年5月） - 刘冠卿（1982年5月－1984年4月） | - 谢生（1984年4月－1986年12月） - 王文才（1986年12月－1988年9月） - 方正平（1988年9月－1991年4月） - 孙用和（1991年4月－1993年8月） - 刘南方（1993年8月－2001年6月） - 陈安众（2001年6月－2006年11月） - 谢亦森（2006年11月－2008年3月） - 刘和平（2008年3月－2013年8月） - 陈卫民（2013年8月－2014年9月） - 刘卫平（2014年9月－2016年2月） - 李小豹（2016年3月－2021年3月） - 陈敏（2021年3月－2023年3月） - 刘烁（2023年3月－） | 市长 - 孟宗汉（1960年4月－1962年10月） - 刘振东（1962年9月－1964年12月） - 范飞（1964年12月－1966年5月） - 牛德林（1966年5月－?） 市革命委员会主任 - 石明之（1968年3月－1970年12月） - 李开禄（1970年12月－1973年4月） - 李毅章（1973年5月－1977年5月） - 李友生（1979年8月－1982年5月） 市长 - 李友生（1982年5月－1983年6月） | - 程安东（1983年6月－1984年8月） - 方正平（1985年1月－1988年9月） - 孙用和（1988年9月－1992年3月） - 倪贤伍（1992年3月－1997年3月） - 余鼎革（1997年3月－1997年12月） - 汪普生（1997年12月－2003年1月） - 邝小平（2003年1月－2006年11月） - 曾庆红（2006年11月－2008年4月） - 陈卫民（2008年6月－2013年8月） - 李小豹（2013年8月－2016年3月） - 李江河（2016年3月－2021年9月） - 刘烁（2021年9月－2023年3月） - 熊运浪（2023年4月－） |

### 行政区划
萍乡市现辖2个市辖区、3个县。
- 市辖区：安源区、湘东区
- 县：上栗县、芦溪县、莲花县

萍乡经济技术开发区为萍乡市设立的国家级经济技术开发区。

## 人口
根据2020年第七次全国人口普查，全市常住人口为1,804,805人。同第六次全国人口普查的1,854,515人相比，十年共减少了49,710人，下降2.68%，年平均增长率为-0.27%。其中，男性人口为915,937人，占总人口的50.75%；女性人口为888,868人，占总人口的49.25%。总人口性别比（以女性为100）为103.05。0－14岁的人口为362,833人，占总人口的20.1%；15－59岁的人口为1,092,674人，占总人口的60.54%；60岁及以上的人口为349,298人，占总人口的19.35%，其中65岁及以上的人口为244,699人，占总人口的13.56%。居住在城镇的人口为1,223,774人，占总人口的67.81%；居住在乡村的人口为581,031人，占总人口的32.19%。

### 民族
全市常住人口中，汉族人口为1,799,389人，占99.7%；各少数民族人口为5,416人，占0.3%。与2010年第六次全国人口普查相比，汉族人口减少51,629人，下降2.79%，占总人口比例下降0.11个百分点；各少数民族人口增加1,919人，增长54.88%，占总人口比例增加0.11个百分点。

## 经济

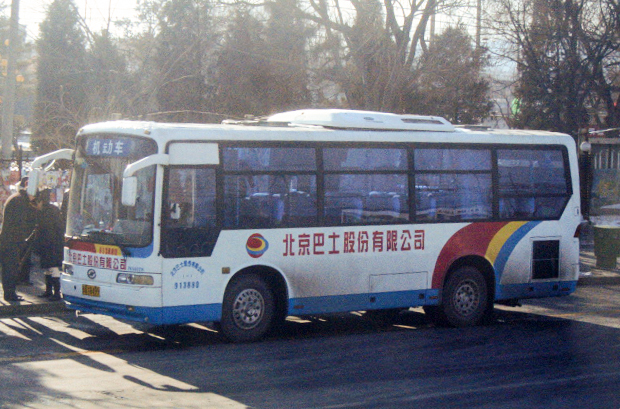
一辆2001年由安源实业旗下（原煤炭工业部下属）萍乡客车厂生产的客车

2004年GDP172亿元，财政总收入18.88亿元。2007年GDP达316.28亿元，财政总收入33.08亿元。2011年，GDP658.1亿元，财政总收入82.3亿元。
为江西省的重要工矿城市。有煤炭、冶金、电力、机构、建材、轻工、化工、陶瓷等30多个产业。其中，以煤炭产业最为发达，可以说，萍乡是“因煤而立”、“因煤而发展起来的城市”，有“北有开平，南有萍乡”的说法。然而，由于资源枯竭，煤矿产业纷纷发展非煤行业的增加值，发展如汽车制造、玻璃、工程管道等产业，使煤炭产业在全市国民经济中的地位逐步下降，煤炭行业从业人员亦大幅减少，使城市经济进入转型期。
农业发达，杂交水稻和优质常规水稻的研究、推广居中国领先水平，高效特色农业发展水平较高。

## 交通
萍乡目前有1个长途汽车站，1个一等普速站萍乡站，1个高铁站萍乡北站，交通便利，萍乡站有发往上海、昆明、广州、北京等方向的火车。萍乡北站为沪昆客运专线二等车站。萍乡市中心距长沙黄花国际机场约120km，距宜春明月山机场约60km。
境内有 沪昆高速、 泉南高速、昌栗高速、上莲高速、 319国道、 320国道

## 教育
- 萍师附小
- 萍乡中学
- 湘东中学
- 莲花中学
- 上栗中学
- 芦溪中学
- 安源中学
- 萍乡学院
- 江西工业工程职业技术学院
- 萍乡六中

## 全国重点文物保护单位
- 安源路矿工人俱乐部旧址
- 乘广禅师塔和甄叔禅师塔
- 盛公祠
- 总平巷矿井口

## 风景名胜

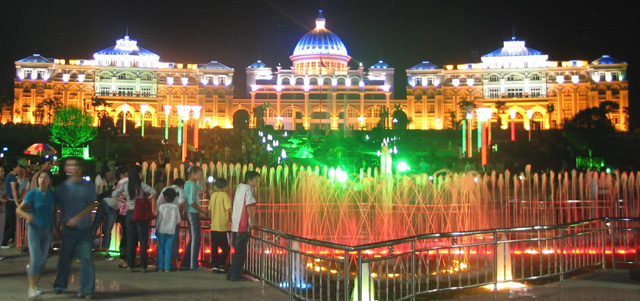
安源世纪广场

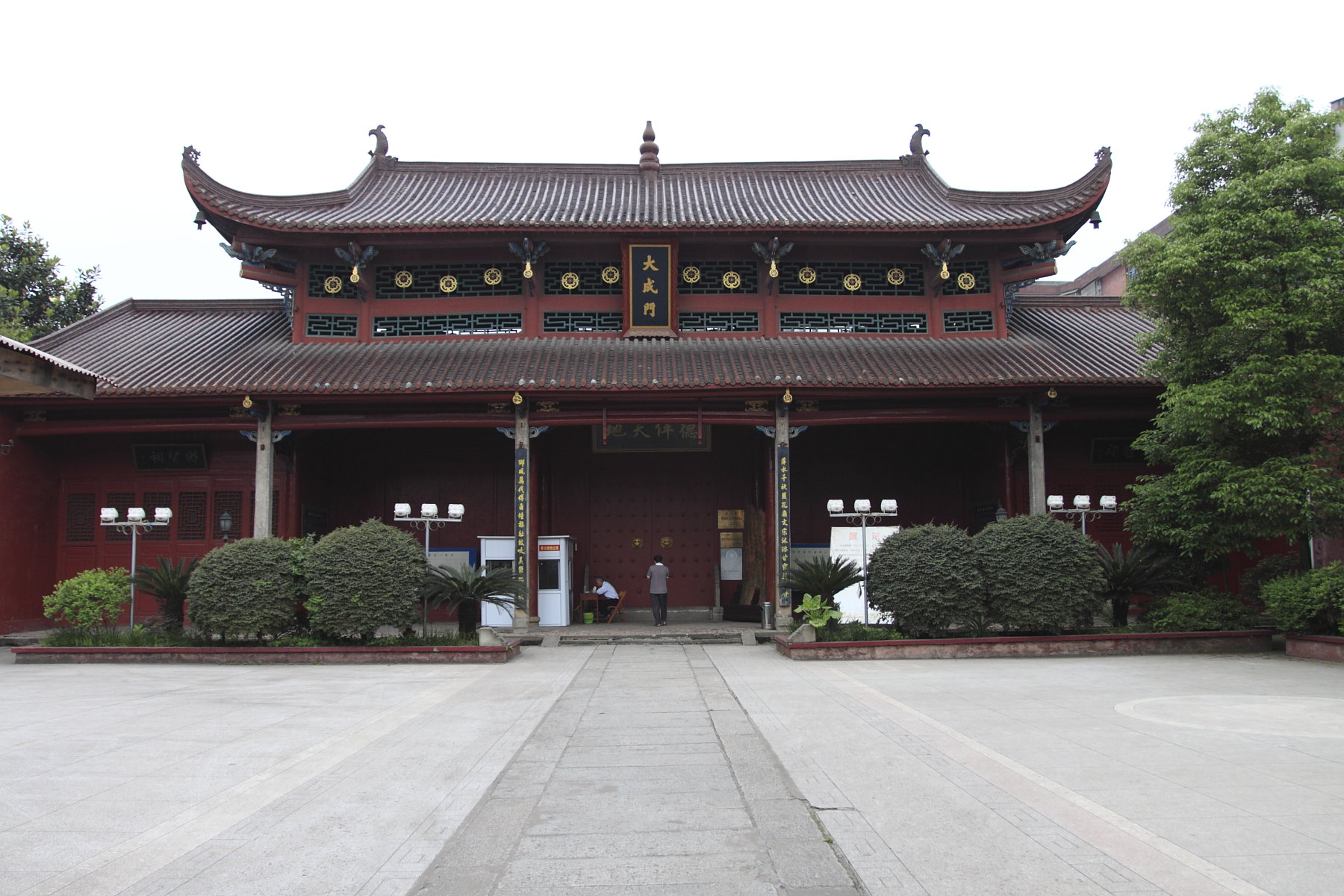
孔廟

- 杨岐山
- 武功山
- 义龙洞
- 横龙寺
- 宝积寺
- 孔庙
- 安源路矿工人运动纪念馆

- 中国历史文化名镇：安源区安源镇
- 江西省历史文化名村：莲花县路口镇湖塘村

## 友好城市
- 中国上海市长宁区
- 智利科皮亚波市
- 美国新泽西州富兰克林市